# Náměstí T. G. Masaryka (Prostějov)
Náměstí T. G. Masaryka v Prostějově je hlavní a největší náměstí ve městě. Je to zároveň nejstarší prostějovské náměstí okolo kterého město Prostějov vznikalo. 

## Vývoj názvu

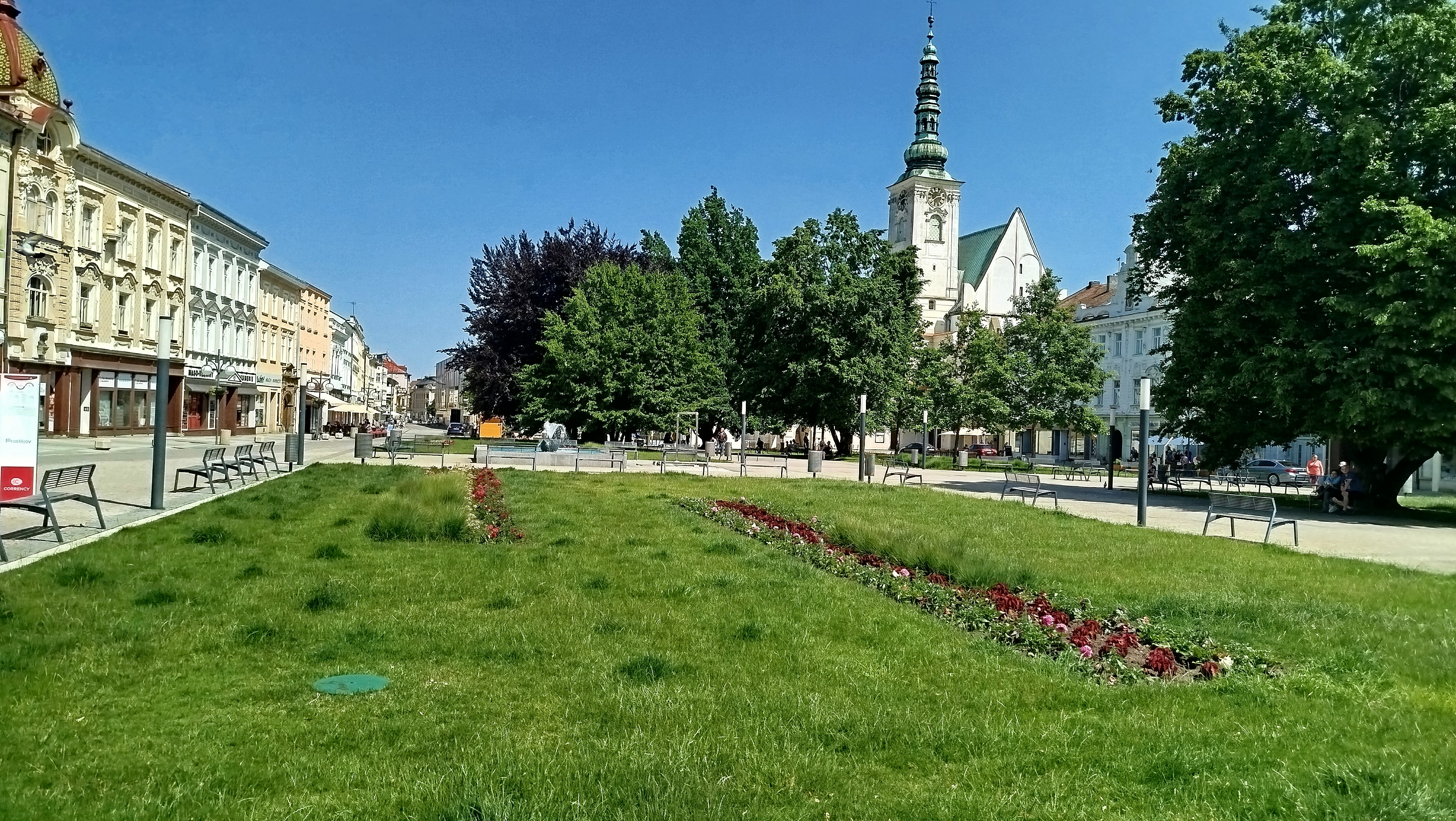
náměstí T. G. Masaryka – pohled od kašny na východ

- při prvním pojmenování 31. 5. 1881 dostalo název Dolní náměstí (Nieder-Ring),
- roku 1893 bylo na počest panovníka přejmenováno na Náměstí Františka Josefa,
- od 30. 10. 1918 neslo název Wilsonovo náměstí, podle amerického prezidenta Woodrowa Wilsona,
- k výročí založení republiky 23. 10. 1928 bylo přejmenováno na Masarykovo náměstí,
- v roce 1940 za 2. světové války byl název Hlavní náměstí (Ring-Platz),
- od 27. 7. 1945 se opět přejmenovalo na Masarykovo náměstí,
- v roce 1953, po odstranění sochy Tomáše Garrigue Masaryka, se jmenovalo Náměstí 9. května,
- v prosinci 1989 po Sametové revoluci, dostalo jméno náměstí T. G. Masaryka.[1]

## Spojení s historií města

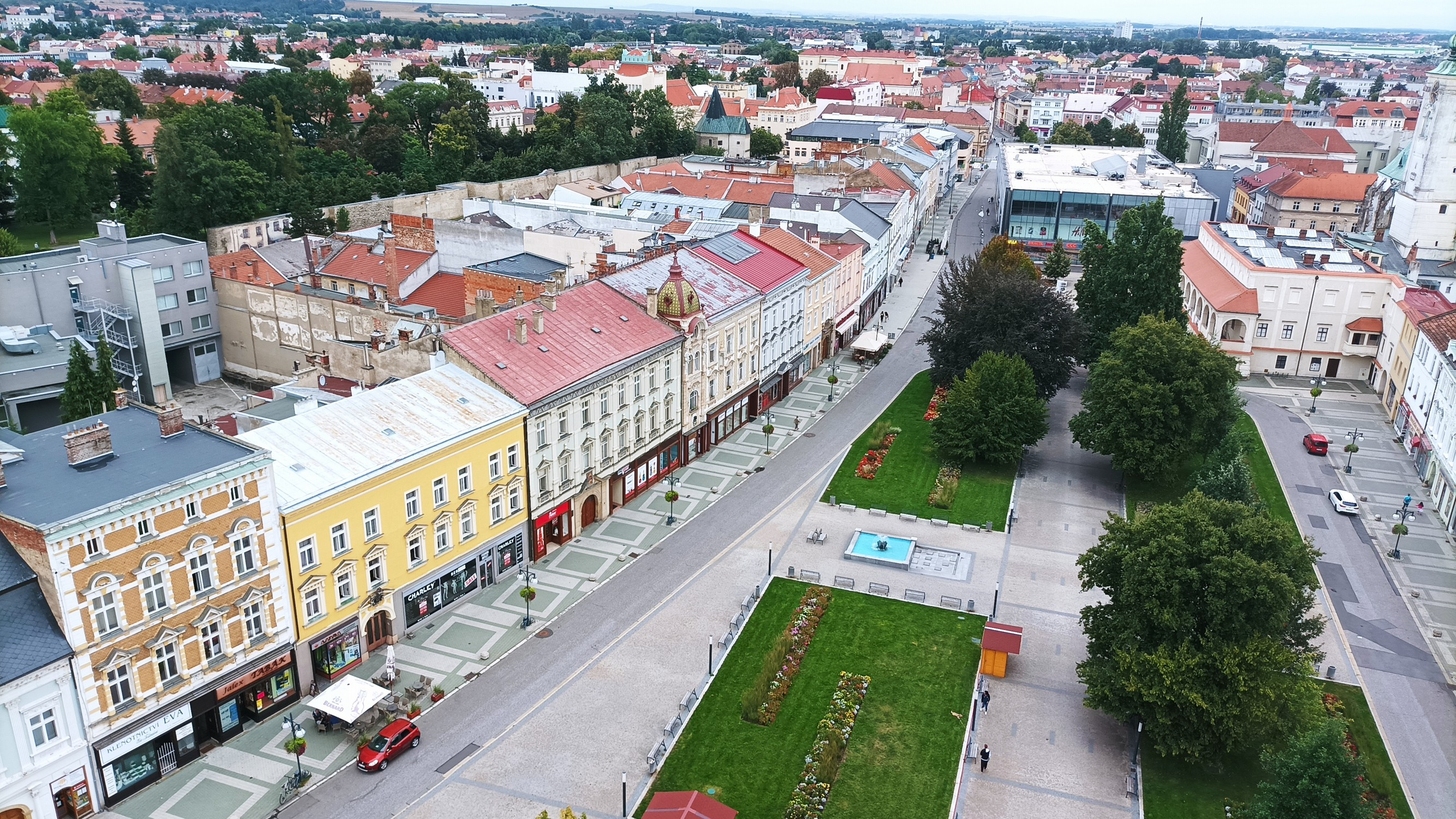
pohled z věže radnice na náměstí T. G. Masaryka

Náměstí je spojeno s vývojem a dějinami města. Kolem něj se město rozrůstalo. První zmínka o vsi Prostějovice je z roku 1141 a do 13. století se vyvinula ve významnou trhovou ves. Tehdy sem byli pozváni němečtí osadníci, kteří v místě dnešního náměstí T. G. Masaryka založili novou osadu, na niž přešla práva osady původní. Roku 1390 bylo Prostějovu uděleno pány z Kravař právo výročního trhu, čímž se fakticky stal městem.
V domě č. 13 se narodil jezuitský misionář Jindřich Václav Richter, v domě č. 22 básník Jiří Wolker a v domě č. 28 rakousko-uherský ministr Jan Nepomuk Berger.

#### Revitalizace 2014-2015
Poslední komplexní revitalizace náměstí byla realizována od 20. října 2014 do 30. června 2015. Investování bylo 16,1 mil. Kč.
Kompletně bylo zrekonstruováno 6100 m2 mozaikové žulové dlažby, která se na některých místech propadala a velké dlaždice byly popraskány. Byl doplněn mobiliář, veřejné osvětlení – bylo instalováno 17 nových lamp a upravena zeleň – 2400 m2 trávníků s umělým zavlažováním a na 520 m2 záhonů vysázeno 4600 ks letniček a trvalek. U zelených ploch byly odstraněny betonové obrubníky. Ve středu náměstí bylo instalováno pítko a zvýšeno množství laviček na 80 ks. Byly obnoveny stromy – staré, ohrožující bezpečnost chodců, byly nahrazeny novou výsadbou – sedmi duby a dvěma lipami.
Byla změněna i dispozice náměstí, které získalo větší prostor pro pořádání kulturních, společenských a sportovních akcí. Obměněná plocha před muzeem (Starou radnicí) slouží ke koncertům, jarmarkům a v zimě pro mobilní zimní kluziště. Prostor byl připraven na instalaci mobilního krytého pódia, pro možnost konání koncertů, vystoupení hudebních a kulturních souborů, žáků ZUŠ Vladimíra Ambrose nebo pro každoroční konání prostějovských Hanáckých slavností.

## Významné budovy a sochy

### Budovy
- Stará radnice – z let 1521-1530, dnes sídlo Muzea a galerie Prostějovska,
- Nová radnice – dokončena 1914, dnes sídlo Magistrátu města Prostějova,
- rodný dům Jiřího Wolkera – s bustou nad vchodem,
- dům Mikuláše Onše z Břesovic – renesančně přestavěný dům s vyzdobeným portálem, dům patřil sekretáři Vratislava I. z Pernštejna,[7] Mikuláši Onšovi z Břesovic,
- Morový sloup Panny Marie – z roku 1714 je umístěn ve středu náměstí, byl postaven jako poděkování za to, že tehdejší morová epidemie nezasáhla Prostějov plnou silou,
- Dům u Měsíčka – stojí na místě původních dvou gotických domů, které byly v době renesance spojeny. V roce 1697 vyhořel, ale byl znovu opraven . V 19. století prošel stavební přístavbou dvorního a zadního křídla, tehdy byl dům směrem do náměstí navýšen do dnešní podoby. Ve středu domu se nachází průjezd, který je dnes průchozí do další části města. V průjezdu je dochovaná gotická klenba. Na vyvýšené fasádě se nachází mozaika Panny Marie s Ježíškem, stojící na srpku měsíce.
- Dům u Goliáše – nachází se na rohu náměstí, ukrývá pozdně gotický mázhaus s erbovní tematikou. Dům pochází od drobného šlechtice, Pavláta z Olšan, z počátku 16.století.
- Nový dům – cenný měšťanský dům na nároží Pernštýnského a Masarykova náměstí, vystavěn byl koncem 18. století na místě starších středověkých domů s gotickým jádrem. Dnešní podobu s barokně-klasicistní fasádou s ozdobnými pilastry v patře a visáží má dům z roku 1818.[2]

### Sochy
- Pomník T. G. Masaryka – před budovou radnice (Magistrátu města)
- Jiří Wolker – sedící na lavičce (z roku 2018)
- sv. Jan Nepomucký –  před starou radnicí (dnes Muzeum a Galerie Prostějovska)
- Mariánský sloup – též morový sloup

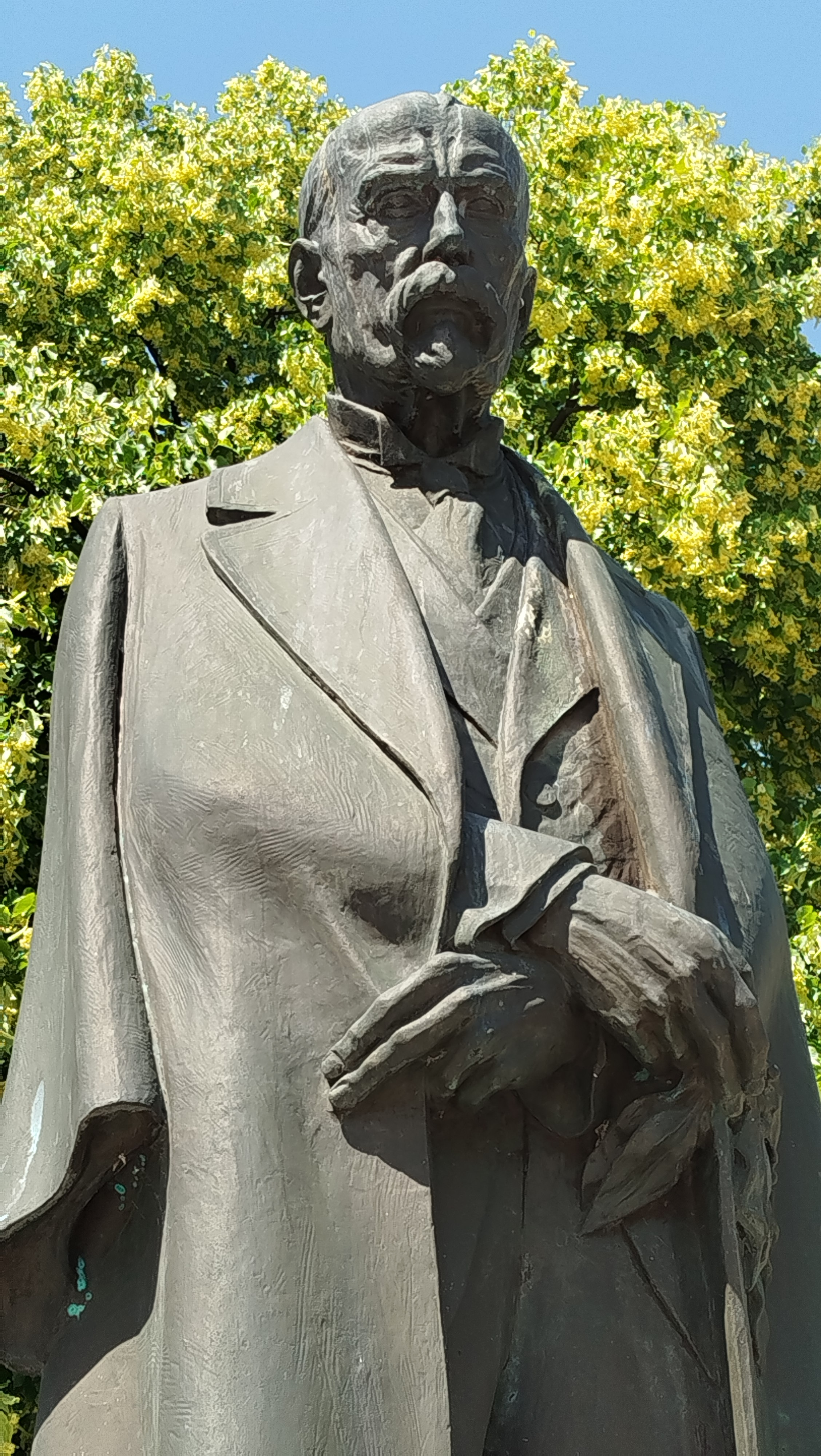
socha T. G. Masaryka před radnicí
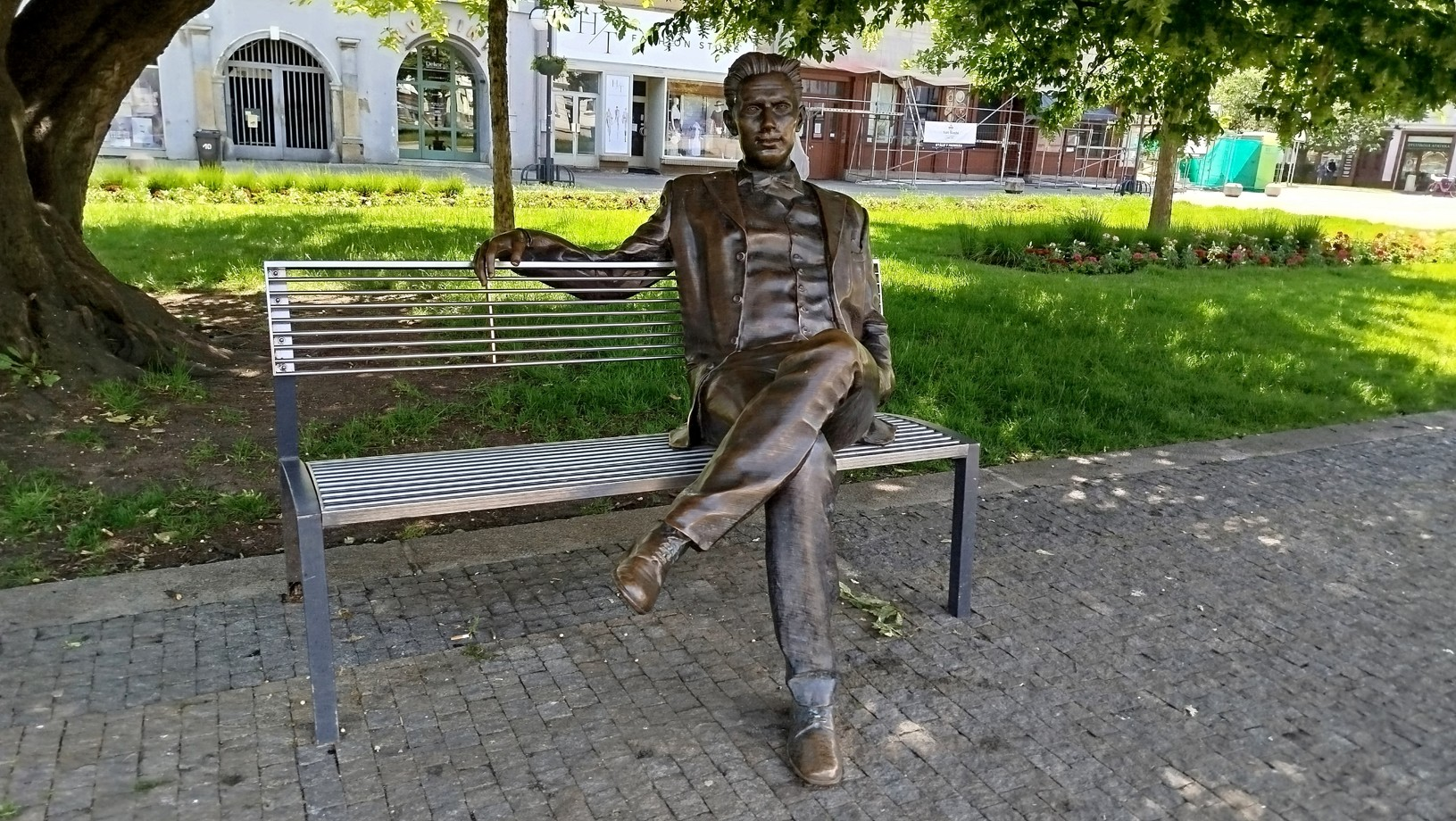
socha Jiřího Wolkera na lavičce v centru města
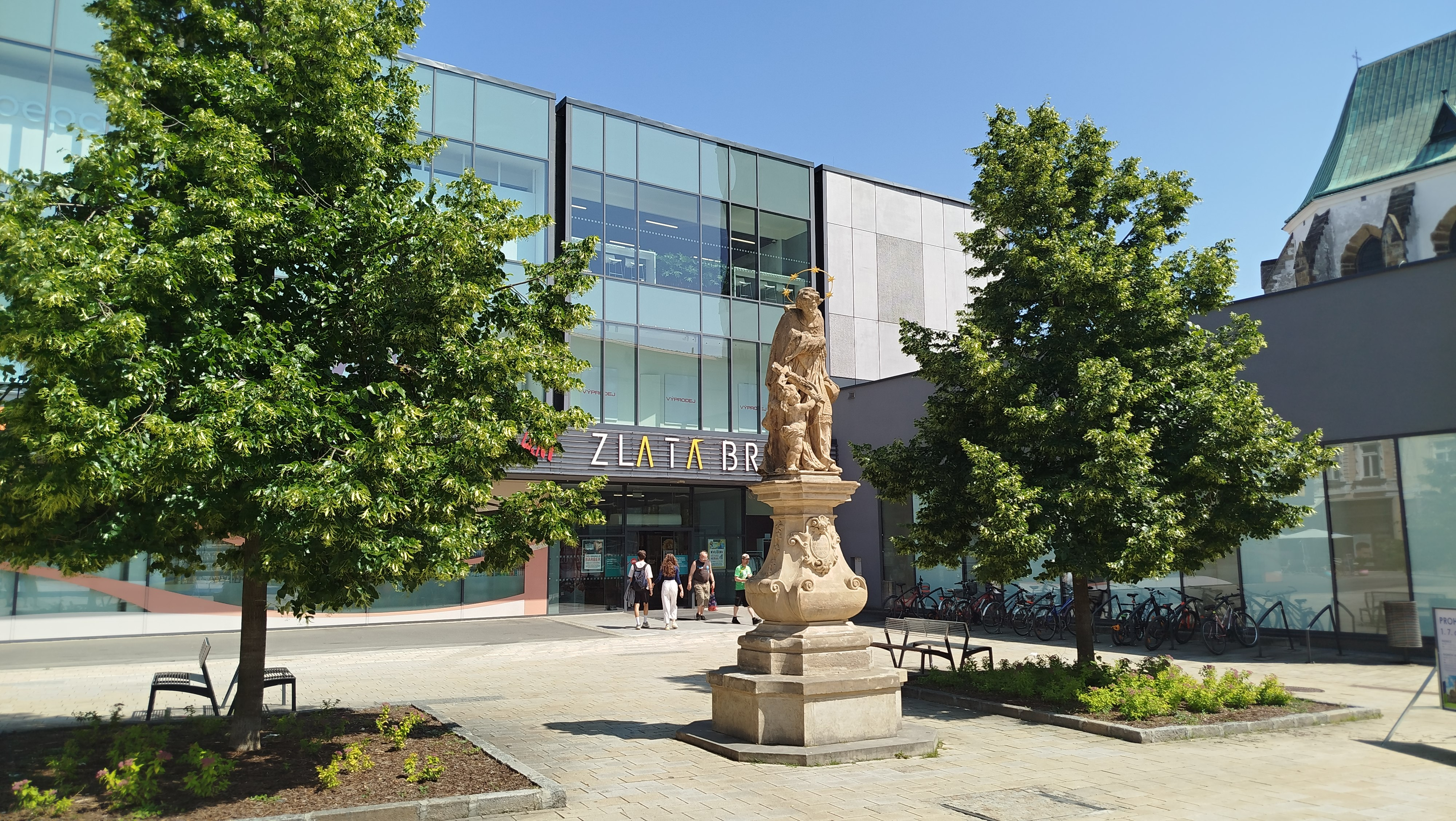
socha sv. Jana Nepomuckého
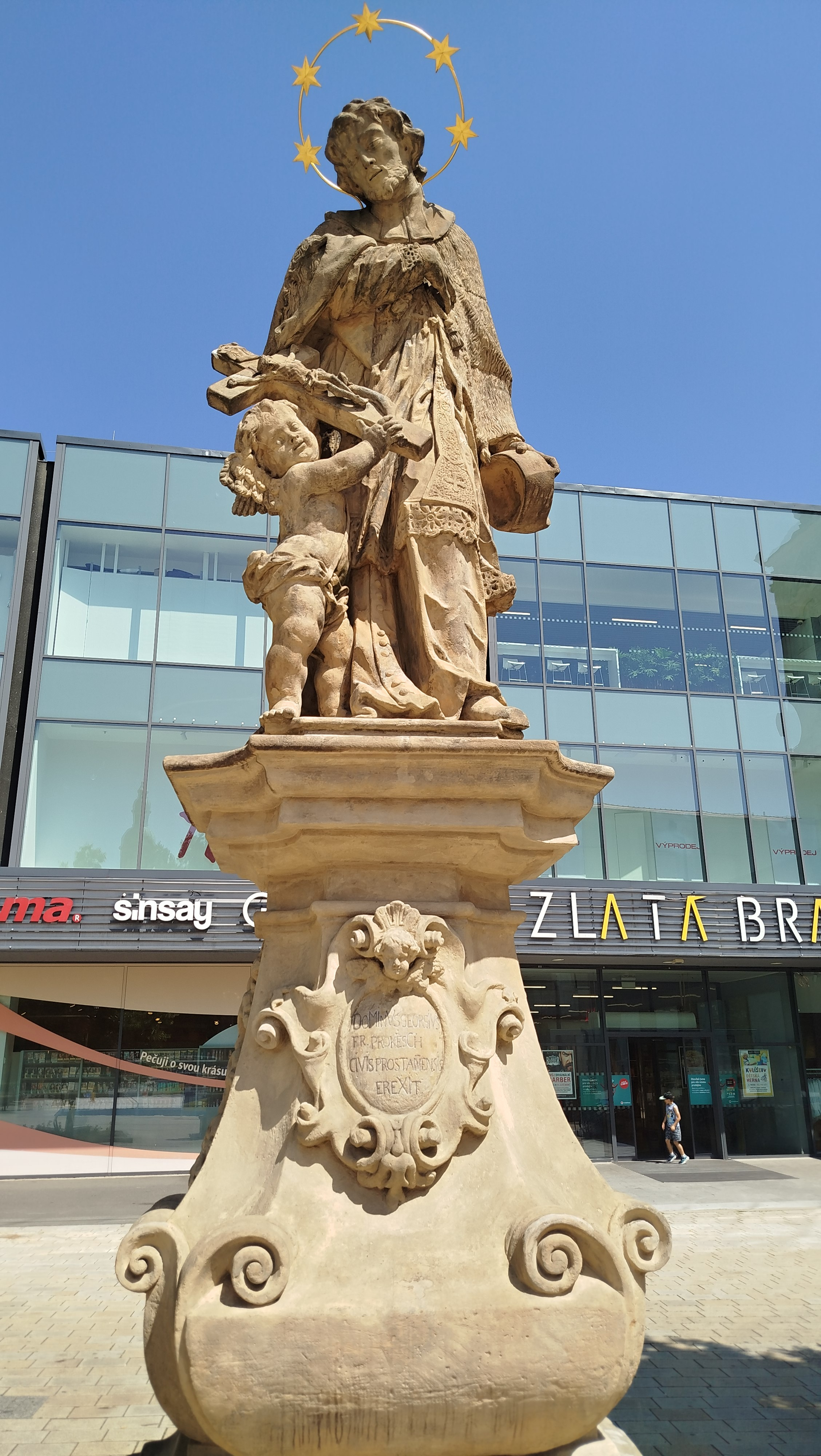
sv. Jan Nepomucký (detail)
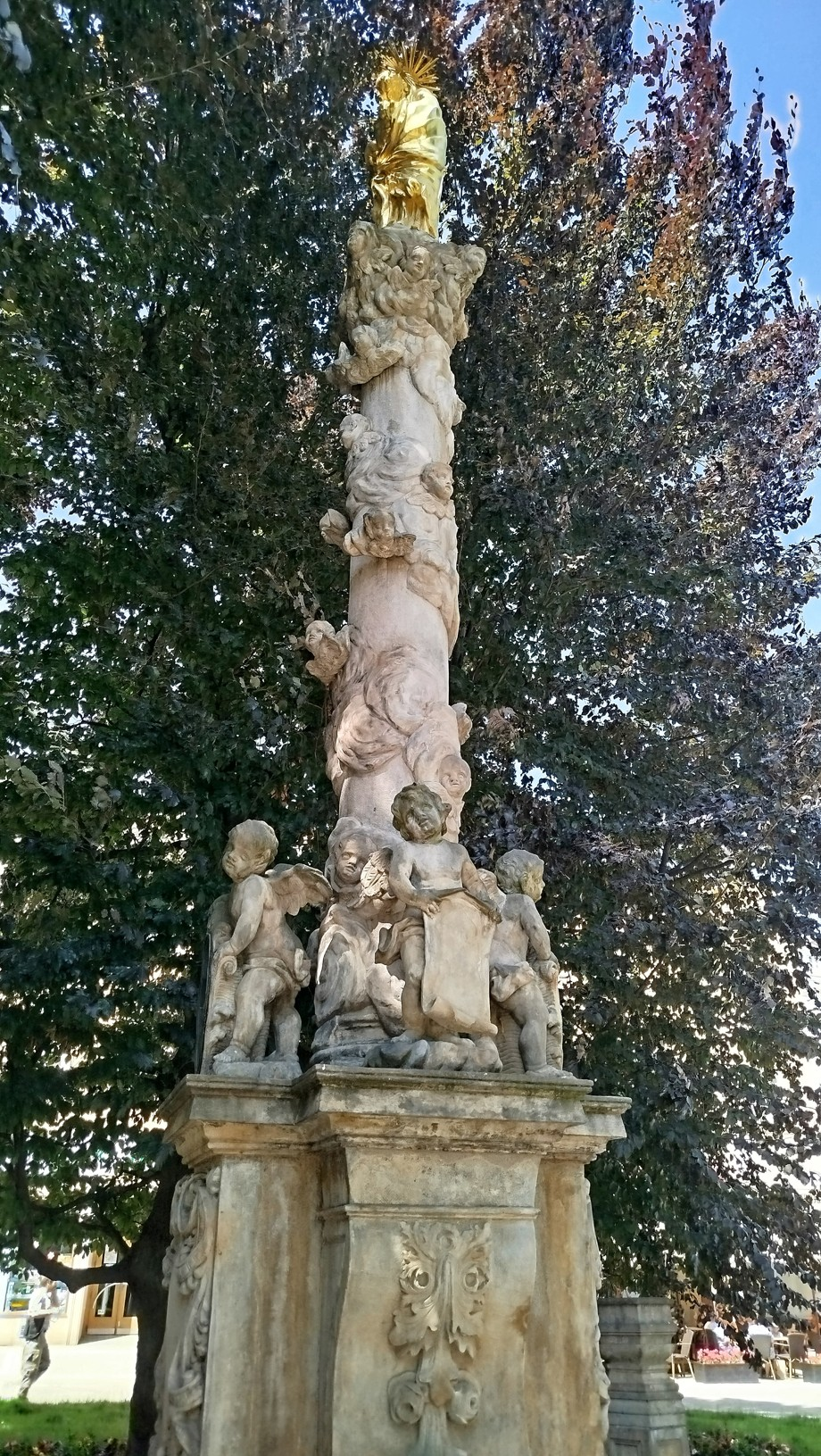
Mariánský sloup ve středu náměstí

## Fotogalerie

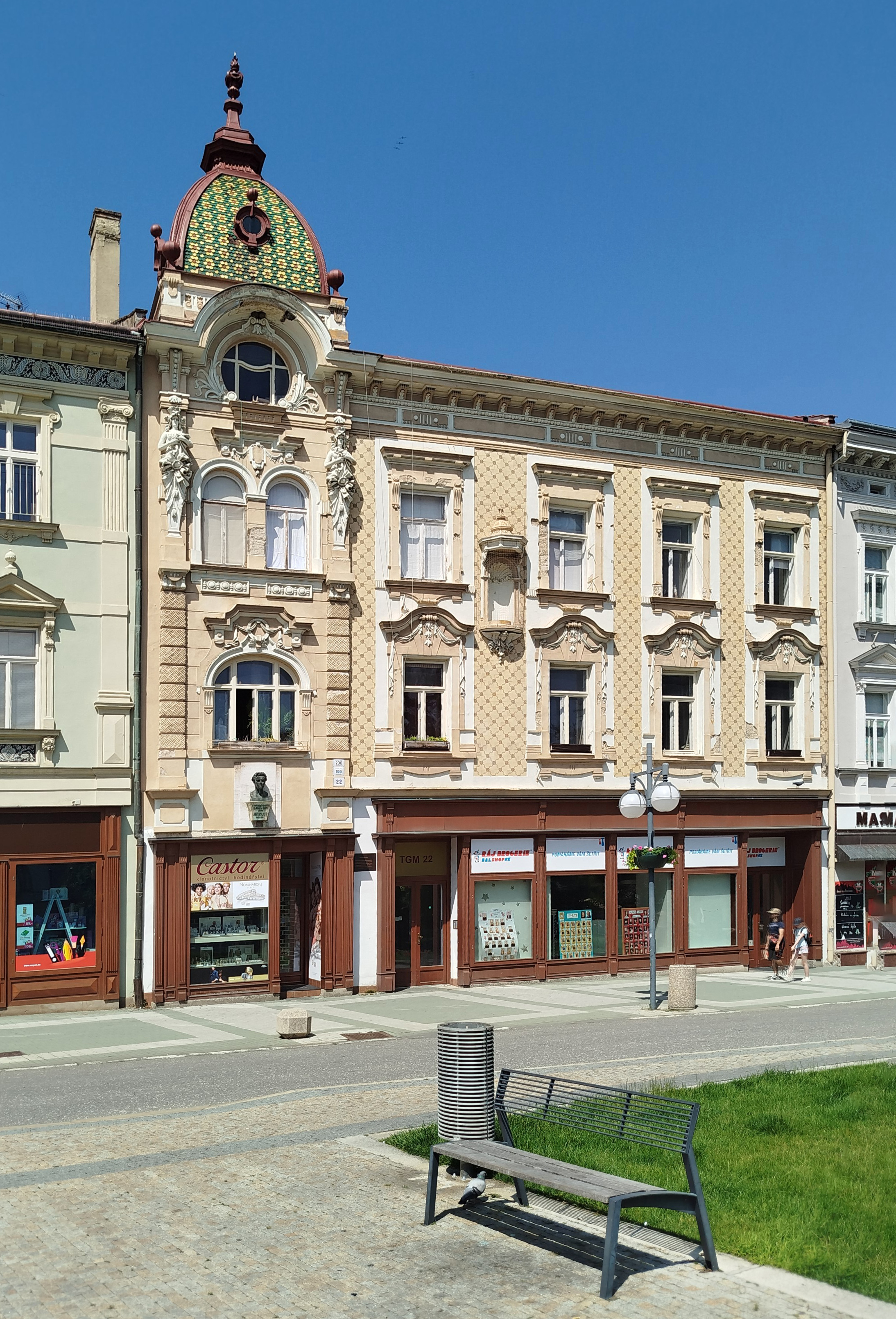
rodný dům Jiřího Wolkera
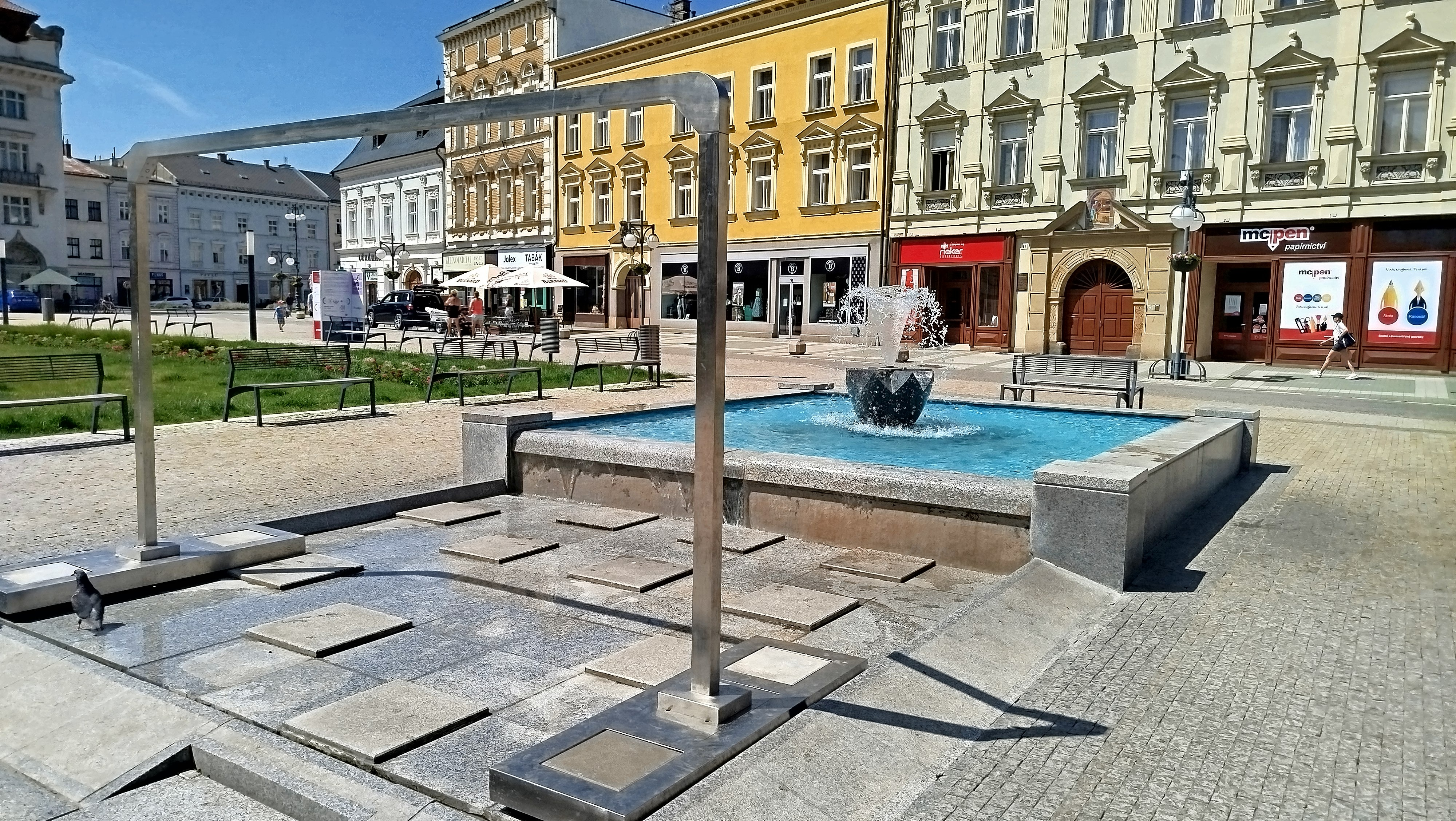
kašna s vodotryskem
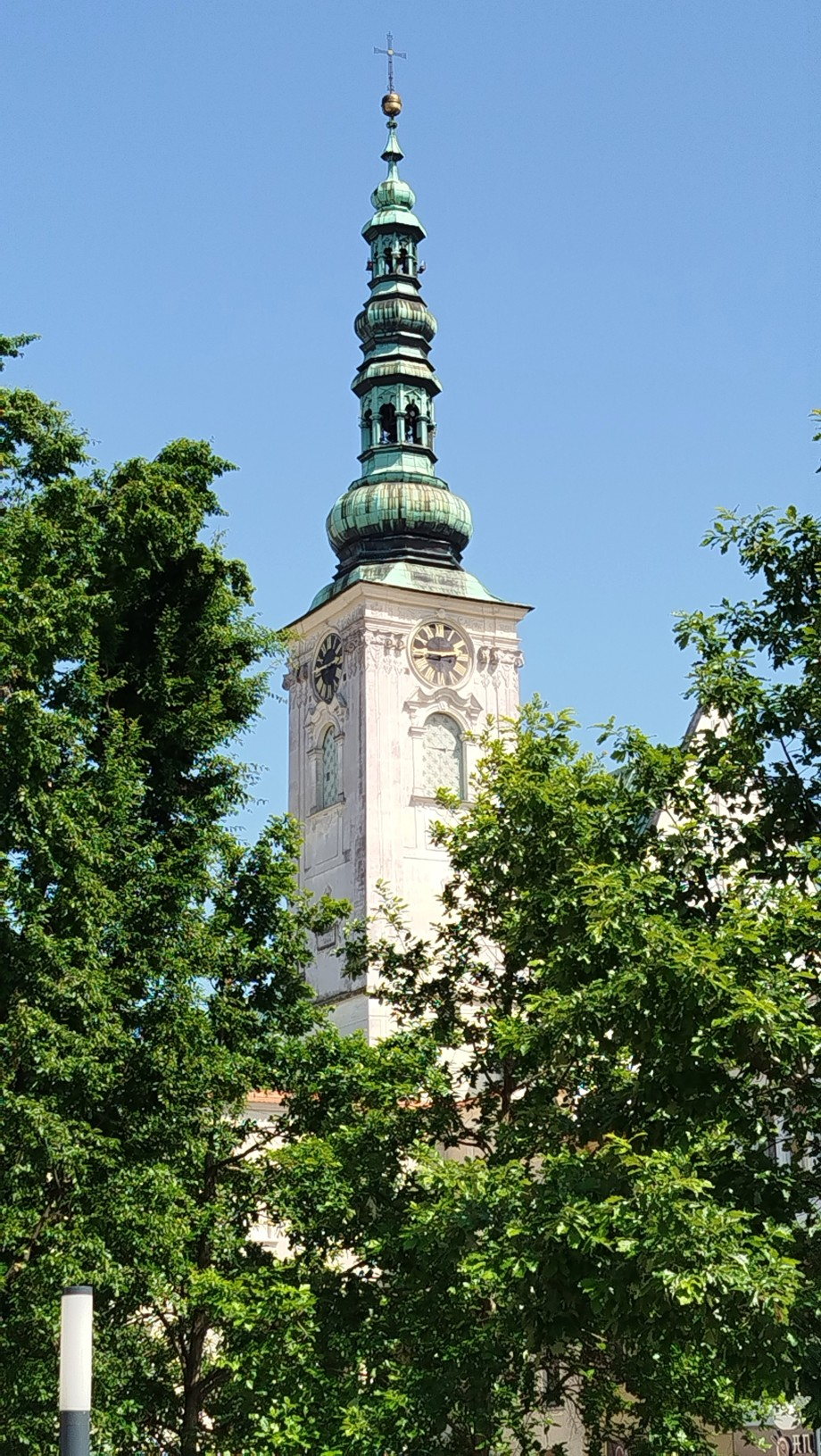
věž kostela Povýšení sv. Kříže - pohled z náměstí T. G. M.
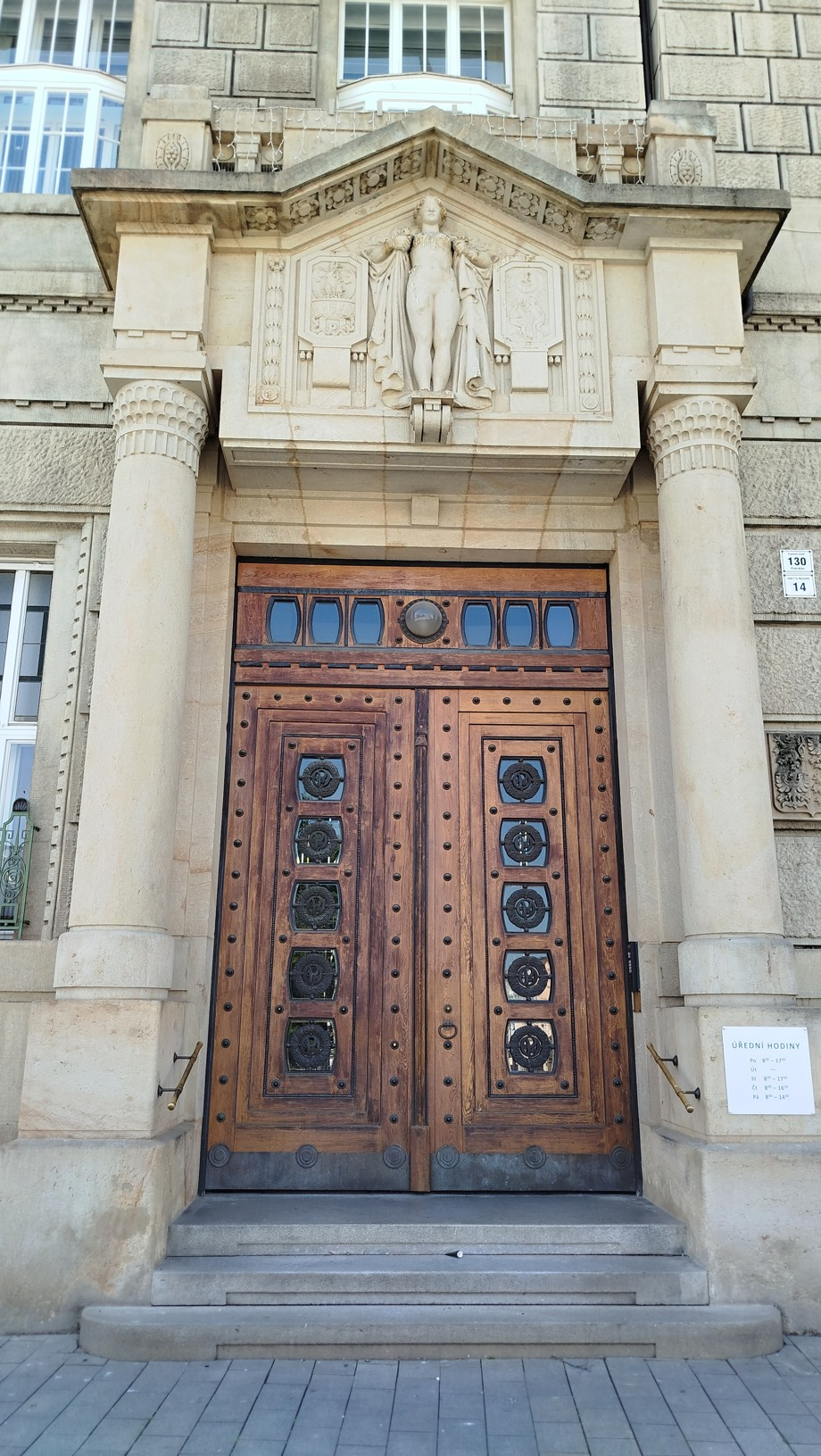
radnice (vstupní portál)